# Heinrich z Ofterdingenu
Heinrich z Ofterdingenu (německy Heinrich von Ofterdingen) je nedokončený román německého básníka a filosofa Novalise.
Dílo je o básníkovi hledajícím modrý květ (proto se také toto dílo někdy překládá jako Modrý květ). Modrý květ v romantické poezii je symbol smyslu života.
Román Novalis (vlastním jménem Friedrich von Hardenberg) napsal v roce 1800 a poprvé byl vydán posmrtně roku 1802 díky úsilí Friedricha Schlegela. Dílo je zasazeno do středověku a jeho hlavní postava, Heinrich, je zobrazena jako mladý básník, jenž prochází různými etapami poznání, které mají otevřít jeho oči pro poezii. Základní téma románu představuje poezie v širším, romantickém smyslu, tedy pochopení života jako básně, což Novalis považuje za apoteózu poezie. Tento koncept je v románu doplněn o myšlenku, že život a umění jsou vzájemně provázány a jsou si navzájem potřebné. Textu dodávají na bohatosti různé vsuvky v podobě pohádek, snů, rozhovorů či písní.
Novela zobrazuje Heinrichův vývoj a zrání v básníka prostřednictvím jeho zkušeností a setkání s různými aspekty světa během cesty s matkou do Augsburgu. Kniha započne Heinrichovým snem o modrém květu, který symbolizuje touhu a poznání, a tento motiv se stane symbolem romantismu. Po cestě se Heinrich seznamuje jak se světem práce, tak s legendami a příběhy o rytířských výpravách, což ovlivní jeho chápání poezie jako spojení přírody a duchovního světa. Na konci cesty v Augsburgu se Heinrich setkává s básníkem Klingsohrem a jeho dcerou Mathildou, do níž se zamiluje a prožívá s ní mystické spojení lásky a poezie. Mathilde Heinricha zasvěcuje do metafyzické síly lásky, která je klíčová pro přechod do zlatého věku. V románu se prolínají reálné a fantastické prvky, což odráží Novalisův záměr propojit v díle snový a reálný svět, a poukazuje na potřebu intelektuální aktivity čtenáře, který je vyzýván k hluboké reflexi textu, nikoli jen k jeho pasivnímu čtení.